# Pegtop Mountain
Der Pegtop Mountain (englisch für Kreiselberg, alternativ Pegtop-Nunatak) ist ein bis zu 1395 m hoher und länglicher Berg mit zahlreichen markanten Felsvorsprüngen im ostantarktischen Viktorialand. An der Südflanke des Mackay-Gletschers ragt er 5 km westlich des Sperm Bluff auf.
Teilnehmer der Terra-Nova-Expedition (1910–1913) unter der Leitung des britischen Polarforschers Robert Falcon Scott kartierten ihn und gaben ihm seinen deskriptiven Namen.